# كابانياس دي إبرو
بلدية كابانياس دي إبرو (بالإسبانية: Cabañas de Ebro) هي بلدية تقع في مقاطعة سرقسطة التابعة لمنطقة أراغون شمال شرق إسبانيا.

## الديموغرافيا
بلغ عدد سكان بلدية كابانياس دي إبرو 550 نسمة عام 2011 (وفقاً للمعهد الوطني الإسباني للإحصاء).
| 804 | 794 | 781 | 771 | 811 | 808 | 550 |